# Vojtěch Mokry
Vojtěch Mokry, někdy chybně Vojtěch Mokrý, (* 22. června 2001 Karviná) je český lední hokejista hrající na postu brankáře.

## Život
S hokejem začínal ve Slezanu Opava. Mládežnická léta strávil v Karviné. Sezónu 2015/2016 nastupoval za výběr do šestnácti let v celku AZ Havířov. Pro další ročník (2016/2017) přestoupil ve stejné věkové kategorii do týmu z Poruby. Poté přestoupil do Olomouce, kdy v sezóně 2017/2018 nastupoval za tamní výběr do osmnácti let a o rok později (2018/2019) za výběr do devatenácti let.
V ročníku 2019/2020 patřil do kádru juniorů olomouckých hokejistů a ve třech zápasech nastoupil rovněž za muže tohoto celku. V prvních dvou pomohl svému týmu k vítězstvím. Tou dobou navíc studoval střední zemědělskou školu. Následující sezónu (2020/2021) hrál opět za olomoucké juniory a na jedno utkání se dostal do branky mužského výběru. Během sezóny 2021/2022 sice patřil do kádru mužů Olomouce, nicméně celou ji strávil na hostování u šumperských Draků. Před ročníkem (2022/2023) přestoupil do týmu z Frýdku-Místku a odchytal za něj celý ročník. Pokračoval v něm i během sezóny 2023/2024, během něhož na jedno utkání vypomohl v rámci střídavých startů Kopřivnici.